# Бельковка
Бельковка — деревня в Гдовском районе Псковской области России. Входит в состав Плесновской волости.

## География
Деревня находится в северной части Псковской области, в зоне хвойно-широколиственных лесов, на берегах реки Бельковки, на расстоянии примерно 30 километров (по прямой) к востоку-северо-востоку (ENE) от города Гдова, административного центра района. Абсолютная высота — 69 метров над уровнем моря.

### Климат
Климат характеризуется как умеренно континентальный, с относительно коротким тёплым летом и продолжительной, как правило, снежной зимой. Средняя многолетняя температура самого холодного месяца (января) составляет −8°С, температура самого тёплого (июля) — +17,4°С. Среднегодовое количество осадков — 684 мм.

### Часовой пояс
Деревня Бельковка, как и вся Псковская область, находится в часовой зоне МСК (московское время). Смещение применяемого времени относительно UTC составляет +3:00.

## История
По X ревизии 1858 года здесь проживало 42 человека (18 мужчин и 24 женщины).
По данным подворной переписи в 1882 году в деревне Бельковка Замошского сельского общества Язвинской волости Гдовского уезда Санкт-Петербургской губернии проживало 44 крестьянина-собственника (21 мужчина, 23 женщины) в 9 семьях (из них 7 семей имели дом и землю, 1 семья — только дом, 1 мужчина был бездомным и безземельным). Грамотных было 3 мужчины и 1 женщина. Надельной земли было 3,1 десятины усадьбы, 29 десятин пашни и 55,9 десятин прочей удобной земли, а также 2,2 десятины неудобной земли; также 3 домохозяйства арендовали 1,5 десятины земли на стороне. Количество посева составляло 270 мер овса, 188 мер ржи, 136 — картофеля, 72 меры ячменя и 29 мер других растений. С надельных лугов собирали 750 пудов сена, а с арендованных и купленных — ещё 1675. Из скота имелось 12 лошадей и 1 жеребёнок, 20 коров и 16 телят, 6 овец и 4 свиньи. Имелось 15 изб и другие строения, в том числе 3 конюшни. 8 семей занимались промыслами, в том числе 3 — личными услугами, по 2 — сельскохозяйственными работами и ремёслами, также занимались другими промыслами.
Перед началом Великой Отечественной войны Белковка делилась на Большую и Малую, в сумме имевшие 30 дворов.
В 2010-х годах был снесён последний остававшийся дом.

## Население
| 2001 | 2002 | 2010 |
| ---- | ---- | ---- |
| 5    | ↘4   | ↘0   |

Согласно результатам переписи 2002 года, в национальной структуре населения русские составляли 100 %.